# ترنرسن
ترنرسن (به سوئدی: Törnrosen) یک سکونتگاه مسکونی در سوئد است که در استان اسکونه واقع شده است.

## خصوصیات
ترنرسن ۳٬۰۹۴ نفر جمعیت دارد.